# Endurance (NVRAM)
Endurance (engl. f. Ausdauer, Durchhaltevermögen) ist ein Begriff aus der Mikroelektronik, speziell der Technologie von NVRAMs, also nichtflüchtigen Datenspeichern: die Anzahl an Lösch-/Programmierzyklen, die der Speicher ohne – funktional spürbare – Degradation seiner Speichereigenschaften verträgt, also kurz: die maximal zulässige (vom Hersteller garantierte) Zahl an Wiederbeschreiboperationen pro Speicherzelle. Typische Werte reichen von ca. 1000 bei NVRAMs mit hohen Anforderungen an die Datenhaltungszeit (die Retention) bis 100.000 bei kommerziell eingesetzten Produkten (zum Beispiel in Speicherkarten).
Dass diese Anzahl überhaupt beschränkt ist, liegt bei heutigen Flash-Speichern (die gängige Technologie zur Umsetzung des NVRAM-Prinzips) daran, dass die Speicherzellen für die Programmier- und Löschoperationen hohen Spannungen (10–18 V) ausgesetzt werden, wodurch Schädigungen in der Struktur der Zelle auftreten. Die Schädigungen werden umso geringer, je geringer die Spannungen für Programmieren und Löschen gewählt werden können. Diese Minimierungsanforderung führt dazu, dass man eine zentrale Isolationsstruktur in der Speicherzelle möglichst dünn ausführen sollte. Das wiederum hat allerdings negative Auswirkungen auf eine andere Kenngröße eines NVRAM, die Retention.